# 塞格里亚新镇
比拉诺瓦德塞格里亚，是西班牙加泰罗尼亚莱里达省的一个市镇。 总面积9平方公里，总人口759人（2001年），人口密度84人/平方公里。